# Elaphe
Elaphe es un género de serpientes no venenosas de la familia Colubridae de América del Norte y Central. Son todas poderosas constrictoras y valiosas aliadas del humano en el manejo poblacional de roedores (se alimentan de ratones por lo que algunas se les denomina ratoneras). Se reconocen diez especies.

## Especies
| Especie           | Autoridad                         | Subesp.* | N. común                      | Dispersión geográfica |
| ----------------- | --------------------------------- | -------- | ----------------------------- | --------------------- |
| E. alleghaniensis | (Holbrook, 1836)                  | 0        | Culebra del este              |                       |
| E. bairdi         | (Yarrow, 1880)                    | 0        | Culebra de Baird              |                       |
| E. flavirufa      | (Cope, 1867)                      | 0        | Culebra ratonera tropical     |                       |
| E. gloydi         | Conant, 1940                      | 0        | Culebra del este              |                       |
| E. guttata        | (Linnaeus, 1766)                  | 1        | Serpiente del maíz            |                       |
| E. obsoleta       | (Say In James, 1823)              | 0        | Serpiente ratonera            |                       |
| E. phaescens      | Dowling, 1952                     | 0        | Culebra ratonera yucateca     |                       |
| E. slowinskii     | Burbrink, 2002                    | 0        | Culebra del maíz de Slowinski |                       |
| E. spiloides      | (Duméril, Bibron & Duméril, 1854) | 0        | Culebra ratonera gris         |                       |
| E. vulpina        | (Baird and Girard, 1853)          | 0        | Culebra zorro                 |                       |

*) No incluyen las subespecies (forma típica).